# Netsniff-ng
netsniff-ng és un programari lliure i de codi obert amb la funcionalitat d'analitzador de paquets de xarxes de comunicació. netsniff-ng s'empra per a solucionar problemes en xarxes, desenvolupament i anàlisi de programari i tasques educatives. Les seves grans prestacions quant a velocitat és deguda als mecanismes anomenats zero-copy que permeten no copiar els paquets de dades entre diferents zones de memòria (kernel i usuàri).

## Components
Mòduls del sistema netsniff-ng : 

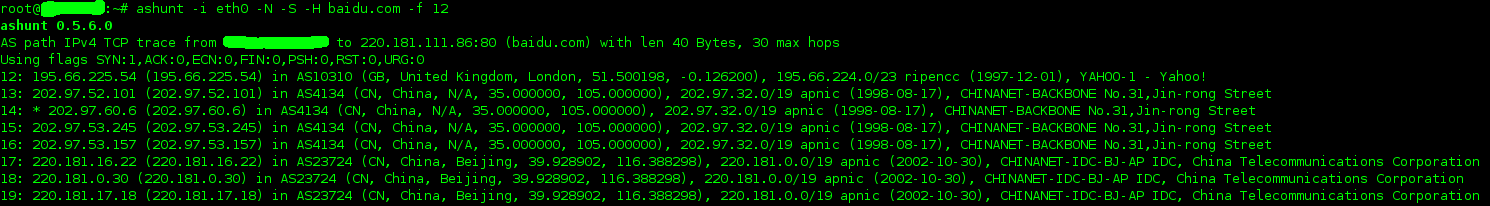
Fig.1 Exemple de sessió netsniff-ng.

- netsniff-ng, un analitzador de tipus zero-copy, capturador i reproductor de paquets. Suporta el format d'arxiu de paquets pcap.
- trafgen, un generador de trànsit de xarxa tipus zero-copy.
- mausezahn, un generador i analitzador de paquets per a productes maquinari/programari amb Cisco-CLI (CLI= Línia d'ordres).
- bpfc, un compilador filtre de paquets Berkeley.
- ifpps, una eina estadística d'anàlisi de xarxa.
- flowtop, una eina de seguiment de connexions.
- curvetun, un protocol IP tunel basat en criptografia de corba el·líptica.
- astraceroute, una utilitat de sistema autònom per a traçar rutes .